# Републикански път III-302
Републикански път IIІ-302 е третокласен път, част от републиканската пътна мрежа на България, преминаващ по територията на области Плевен и Велико Търново. Дължината му е 30,2 км.
Пътят се отклонява надясно при 38,6-и км на Републикански път I-3 и се насочва на североизток през Средната Дунавска равнина. След 2,5 км навлиза във Великотърновска област, минава през селата Морава, Драгомирово и Българско Сливово и в югозападната част на село Царевец се съединява с Републикански път III-405 при неговия 72,3 км.
| Пътища, отклоняващи се надясно (населено място, № на пътя, посока на пътя) | Км   | Пътища, отклоняващи се наляво (посока на пътя, № на пътя, населено място) |
| -------------------------------------------------------------------------- | ---- | ------------------------------------------------------------------------- |
| Община Левски, Област Плевен, I-3, 38,6 км →                               | 0,0  | → 38,6 км, I-3, Област Плевен, Община Левски                              |
| Община Свищов, Област Велико Търново                                       | 2,5  | Област Велико Търново, Община Свищов                                      |
| (за с. Овча могила) общински път, с. Морава ←                              | 4,5  | → с. Морава, общински път (за с. Деляновци)                               |
| (за с. Овча могила) общински път, с. Драгомирово ←                         | 14,3 | с. Драгомирово                                                            |
| с. Българско Сливово                                                       | 22,7 | с. Българско Сливово                                                      |
| (от 98,6 км на I-4) III-405, 72,3 км, с. Царевец →                         | 30,2 | → с. Царевец, 72,3 км, III-405 (до гр. Свищов)                            |